# Un schimb echitabil (Star Trek: Voyager)
„Un schimb echitabil” (titlu original: „Fair Trade”) este al 13-lea episod din al treilea sezon al serialului TV american științifico-fantastic Star Trek: Voyager și al 55-lea în total. A avut premiera la 8 ianuarie 1997 pe canalul UPN.

## Prezentare
Voyager se apropie de limita cunoștințelor lui Neelix, ajungând la o stație comercială.

## Actori ocazionali
- James Nardini - Wixiban
- Carlos Carrasco - Bahrat
- Alexander Enberg - Vorik
- Steve Kehela - Sutok
- James Horan - Tosin